# Páduai Szent Antal-plébániatemplom (Tučepi)
A Páduai Szent Antal-templom Horvátországban a Split-Dalmácia megyei Tučepi település római katolikus plébániatemploma.

## Fekvése
A templom Tučepi magasan fekvő, Gornje Tučepi nevű részének közepén, közvetlenül a Biokovo-hegység sziklái alatt és mintegy 270 méterrel a tengerszint felett található. A templom egy széles, lekerített szélű fennsíkon helyezkedik el. Széles lépcsők vezetnek hozzá. A településrészen rajta kívül még egy, régebbi Szent Antal templom is áll Srida Selától délkeletre.

## Története
Tučepi plébánia Split-Dalmácia megye névadó községében található. Az 1962-es földrengésig, illetve az adriai autópálya megépítéséig a legtöbb tučepi lakos a hegyek alatt, a Biokovo termékeny lejtőin Podpeć, Čovići, Srida sela, Šimići és Podstup falucskákban élt, mezőgazdasággal, főleg olajbogyó- és szőlőtermesztéssel foglalkozott. A földrengés után a szelíd, kavicsos tengerpart mentén új és modern település (a Kraj) jött létre egy, amelynek jóléte az idegenforgalmon múlik. Ezen a területen már az 5. században felépültek az első ókeresztény templomok, a Sutvid-hegy déli lejtőin pedig egy 9. századi horvát templom maradványai is találhatók.  Magasan Biokovo alatt, a Grebište nevű helyszínen, Gornji Tučepi felett a régi horvát Szent Márton-templom maradványai találhatók, körülötte 11. - 12. századi temetővel.  A falut magát először 1434-ben említik. A 15. és a 17. század között török uralom volt, majd a velencei uralom alá került, de továbbra is a határtérségbe esett. Amióta a ferencesek 1502-ben Makarskába érkeztek ezt az egyházközséget a mai napig a makarskai kolostor ferencesei irányítják.
A régi Szent Antal plébániatemplom a régi paplak felett állt, ahol ma a Szent Rókus-templom található. Ez egy kicsi, boltozatos épület volt. A hagyomány szerint 1602-ben épült. 1747-ben harangtornyot építettek mellé, de ezt 1748-ban lebontották és csak 1868-ban építették fel újra. A templom 1891-ben tűzvészben leégett.   A legrégebbi plébániai anyakönyvek 1667-ből származnak és a zárai állami levéltárban tárolják őket. A plébánia a makarskai egyházmegyéhez tartozott, 1830-tól pedig a Split-makarska egyházmegye, később főegyházmegye része volt. A mostani plébániatemplomot Parišić mérnök tervei szerint 1898 és 1901 között építették faragott kövekből. A templomot még 1901-ben szentelték fel és bár a lakosság azóta a Kraj nevű településrészre költözött, máig ez a templom a község plébániatemploma. A templomot 2000-ben teljesen megújították.

## Leírása
A templom egy keletelt fekvésű monumentális, neoromán-neoklasszicista, egyhajós, latin kereszt alaprajzú épület, kereszthajóval és széles félköríves apszissal. A klasszicizáló homlokzaton kitűnik a portál, melynek dór oszlopai perforált oromzatot hordoznak. Tympanonjában körablak látható. A portál felett, annak tengelyében, egy széles háromrészes, félkör alakú ablak található, amelyre a templom építésének és felszentelésének évét vésték a „Jesus Christus Deus Homo Vivit Regnat Imperat 1901.” felirattal. Belső terét kiemeli a Makarska partvidékén egyedülállóan gazdag márványozás.
A homlokzat tetején a legszentebb Megváltó szobra található. A mai harangtorony 1965-ben épült Ante Barač tervei szerint. Az eredeti, kövekből épített harangtorony már az 1923-as földrengésben megrongálódott, majd az 1962-es földrengés teljesen ledöntötte. A templomnak három oltára van. A főoltáron Szent Ferenc és Szent Antal szobrai állnak, mindkettő Josip Barišković spliti mester alkotása. A két mellékoltár Szűz Máriának és Szent Antalnak van szentelve, utóbbit még a régi templomból mentették át. Az oltárokat kisebb-nagyobb mértékben Barišković mester javította és korszerűsítette. Az ezüst gyertyatartókat Visko Čulić spliti aranyműves, a belső díszítést Appolinario Soldati itáliai mester készítette.  Az orgona Mihael Heferer mester zágrábi műhelyében készült 1912-ben. A mennyezeten Szűz Mária mennybemenetelét és Páduai Szent Antal életét ábrázoló festmények láthatók. Az összes ablakon a plébánián tisztelt szentek festett üveg ábrázolása látható.